# Gitte Aaen
Gitte Aaen, née le 7 novembre 1981 à Frederikshavn, est une ancienne handballeuse internationale danoise. Elle évoluait au poste d'ailière gauche.

## Palmarès

### En sélection nationale
championnats d'Europe
- 11e place du championnat d'Europe 2008
- 4e place du championnat d'Europe 2010

### En club
compétitions internationales
- vainqueur de la Ligue des champions en 2009 et 2010 (avec Viborg HK)

compétitions nationales
- championne du Danemark (4) en 2008, 2009, 2010 (avec Viborg HK) et 2012 (avec Randers HK)
- vainqueur de la coupe du Danemark (3) en 2006, 2007 et 2008 (avec Viborg HK)

### Distinctions individuelles
- élue meilleure ailière gauche du championnat du Danemark en 2008-2009[2]